# Colostethus sanmartini
Colostethus sanmartini là một loài ếch thuộc họ Dendrobatidae.
Đây là loài đặc hữu của Venezuela.
Môi trường sống tự nhiên của chúng là rừng ẩm vùng đất thấp nhiệt đới hoặc cận nhiệt đới, sông ngòi, đầm nước ngọt, và đầm nước ngọt có nước theo mùa.
Chúng hiện đang bị đe dọa vì mất môi trường sống.